# Agrostis berlandieri
Agrostis berlandieri é uma espécie de gramínea do gênero Agrostis, pertencente à família Poaceae.